# Rémy Vancottem
Rémy Victor Vancottem (Tubize, 25 juli 1943) is een Belgisch geestelijke en een bisschop van de Rooms-Katholieke Kerk.
Vancottem werd eerst opgeleid tot onderwijzer, alvorens in 1963 te gaan studeren aan het grootseminarie van Mechelen. Hij werd op 27 juni 1969 tot priester gewijd. Hij studeerde vervolgens aan de Katholieke Universiteit Leuven, waar hij in 1974 een licentiaat behaalde in de godsdienstpsychologie. Van 1974 tot 1982 was hij directielid van het diocesaan seminarie in Brussel.
Op 15 februari 1982 werd Vancottem benoemd tot hulpbisschop van Mechelen-Brussel en tot titulair bisschop van Unizibira. Hij werd op 21 maart 1982 tot bisschop gewijd; als bisschopsleuze koos hij: "Et votre joie sera parfaite" ("En uw vreugde zal volkomen zijn" (naar Joh 15,11)). Vancottem werd de verantwoordelijke vicaris-generaal voor het vicariaat Waals-Brabant.
Op 31 mei 2010 werd Vancottem benoemd tot bisschop van Namen; hij was de opvolger van André Léonard.
Vancottem ging op 5 juni 2019 met emeritaat.
- Library of Congress Control Number: n2016005978
- Système universitaire de documentation: 035043067
- Virtual International Authority File: 56728561
- WorldCat: E39PCjKkYqQWFk686FRVgB8fjd